# Bernardine Evaristo

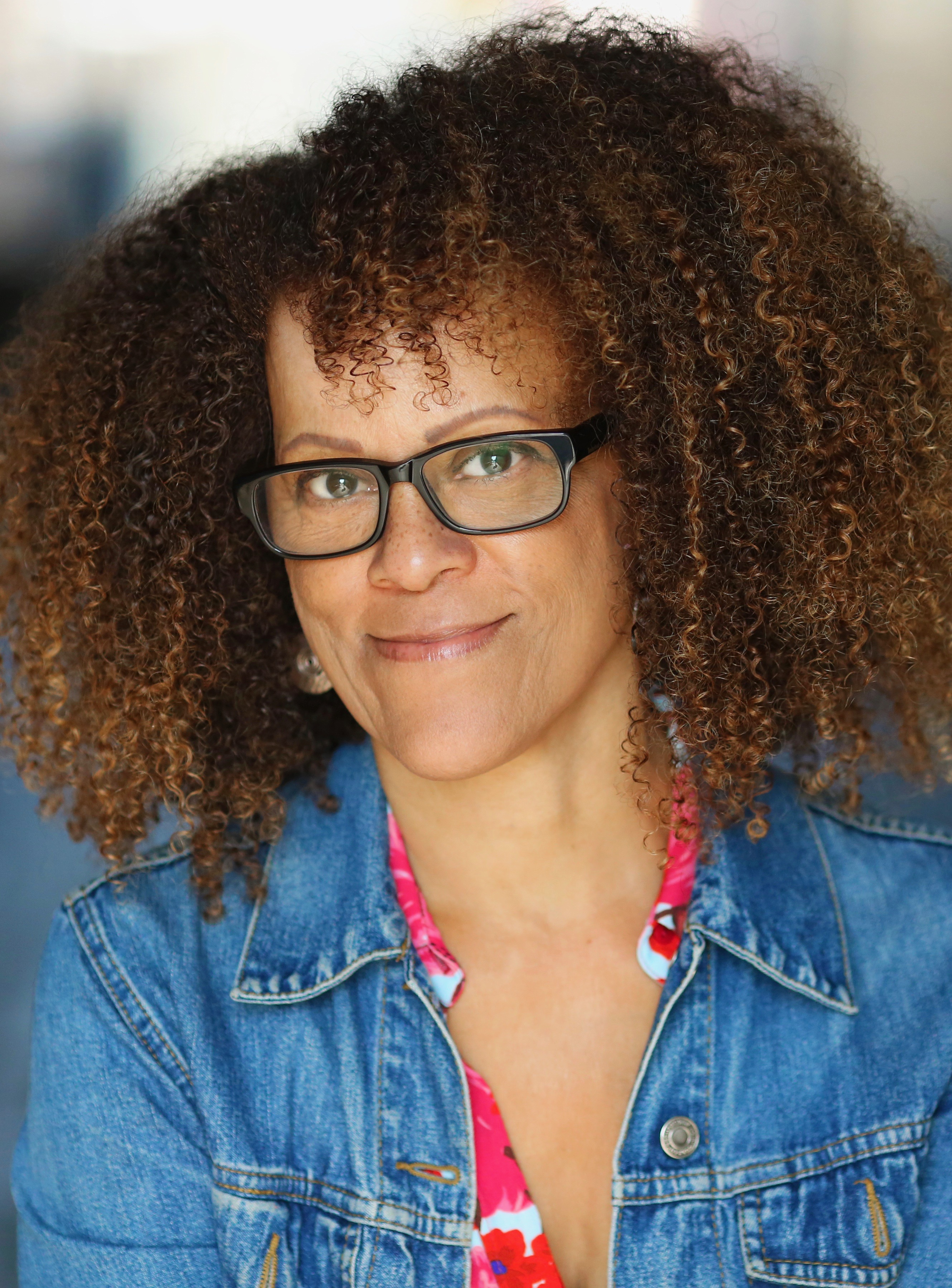
Bernardine Evaristo (2018)

Bernardine Evaristo, OBE, FRSL, FRSA (* 28. Mai 1959 in London) ist eine britische Schriftstellerin und Professorin für Kreatives Schreiben an der Brunel University London.

## Leben
Bernardine Evaristo ist das vierte von insgesamt acht Kindern. Ihre Mutter ist eine englische Grundschullehrerin und ihr Vater ein Schweißer nigerianischer Herkunft. Eigenen Angaben zufolge hat sie auch brasilianische, irische und deutsche Vorfahren. Evaristo wuchs in Woolwich, im Südosten Londons, auf. Sie hat einen Doctor of Philosophy in kreativem Schreiben vom zur University of London gehörenden Goldsmiths-College.
Ihr Roman Girl, Woman, Other aus dem Jahr 2019 wurde im selben Jahr zusammen mit The Testaments von Margaret Atwood mit dem Booker Prize ausgezeichnet. Das Werk erzählt von zwölf Menschen, meist schwarze britische Frauen, deren Leben miteinander verwoben sind. Evaristo ist die erste schwarze Schriftstellerin, die den Booker Prize erhielt. Die deutsche Übersetzung erschien 2021 unter dem Titel Mädchen, Frau etc. bei Tropen.
2019 wurde sie in die Anthologie New Daughters of Africa von Margaret Busby aufgenommen. 2021 wurde Evaristo in die American Academy of Arts and Sciences gewählt.

## Werke (Auswahl)
- 1994: Island of Abraham (Gedichte)
- 1997: Lara (Versroman – eine erweiterte Fassung erschien 2009)
- 2002: The Emperor's Babe (Versroman)
  - Zuleika. Übersetzung Tanja Handels. Tropen, Stuttgart 2024, ISBN 978-3-608-50238-1.
- 2005: Soul Tourists (Roman)
- 2009: Blonde Roots (Roman)
  - Blondes Herz. Übersetzung Tanja Handels. Tropen, Stuttgart 2025, ISBN 978-3-608-50275-6.
- 2010: Hello Mum (Novelle)
- 2013: Mr Loverman (Roman)
  - Mr. Loverman. Übersetzung Tanja Handels. Tropen, Stuttgart 2023, ISBN 978-3-608-12036-3.
- 2019: Girl, Woman, Other (Roman)
  - Mädchen, Frau etc. Übersetzung Tanja Handels. Tropen, Stuttgart 2021, ISBN 978-3-608-50484-2.
- 2021: Feminism. Tate Publishing ISBN 978-1-84976-716-3.
- 2021: Manifesto: On Never Giving Up. Hamish Hamilton ISBN 978-0-241-53499-1.
  - Manifesto: Warum ich niemals aufgebe. Übersetzung Tanja Handels. Tropen, Stuttgart 2022, ISBN 978-3-608-50015-8.

## Auszeichnungen (Auswahl)
- 2020: OBE (Order of the British Empire)[2]
- 2020: Vogue: eine der 25 einflussreichsten britischen Frauen[2]
- 2019: Booker Preis (für Girl, Woman, Other)[7]
- 2014: Jerwood Ficition Uncovered Prize (für Mr Loverman)[8]
- 2009: MBE (Member of the Order of the British Empire)[2]
- 2009: Orange Prize Youth Panel Award (für Blonde Roots)[9]
- 2009: Big Red Read Award (für Blonde Roots)[8]
- 2006: Fellow of the Royal Society of Arts[9]
- 2004: Fellow of the Royal Society of Literature[9]
- 1998: EMMA Best Novel Award (für Lara)[8]